# Міс Україна

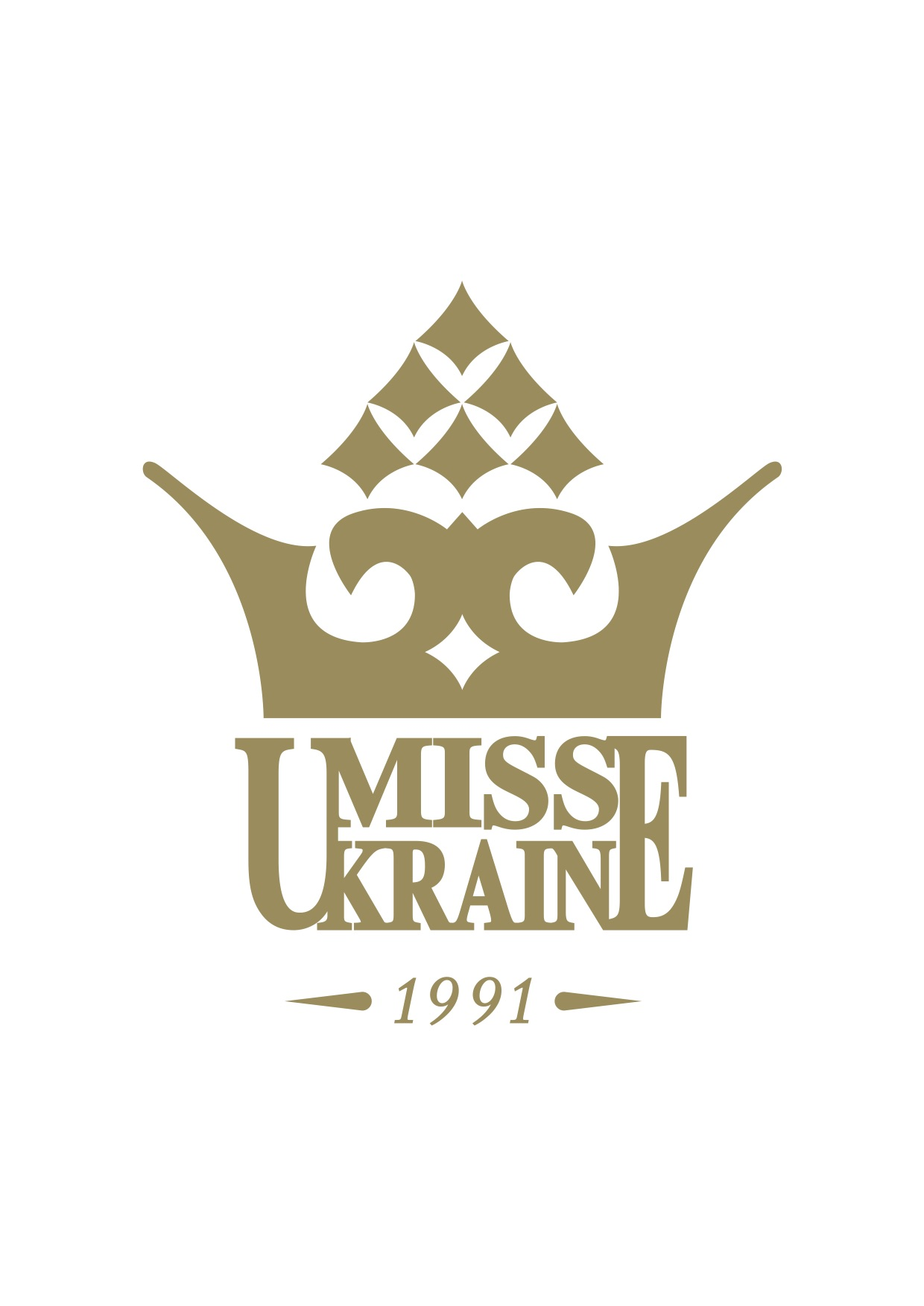
Miss Ukraine logo

Міс Україна — щорічний національний конкурс краси, який проводиться в Україні з 1991 року. Конкурс має три ліцензії та ексклюзивне право представляти Україну на міжнародних конкурсах краси: Miss World, Miss Earth, Miss International.
Головою комітету і власницею трьох ліцензій з 2021 року є Вероніка Щіпцова.
Діюча «Міс Україна 2023» — Софія Шамія, яка отримала титул 26 вересня 2023 року.

## Корона
Дизайн корони розробив Джейкоб Арабо — засновник і голова Jacob&Co — однієї з найпрестижніших у світі компаній з виробництва ювелірних виробів та годинників класу люкс. Прикраси та годинники цієї компанії обирають: Девід Бекхем, Мадонна, Дженніфер Лопес, Джей Зі та інші світові зірки. Джейкоб Арабо створив корону для «Міс Америка-2019», а у 2021 року він особисто вручив ексклюзивну корону переможниці фіналу українського конкурсу.
Рекордно дорога корона виготовлена з 18-каратного золота: вона містить 27 сапфірів і 1250 діамантів різної форми, вагою 60 і 220 карат відповідно. Цей витвір мистецтва від Jacob&Co оцінюють у три мільйони доларів США.
«На створення нової унікальної корони мене надихнув симбіоз вишуканої краси та сили духу українських жінок, — коментує Джейкоб Арабо. — Починаючи з королеви Франції Анни Ярославни та найвпливовішої жінки Османської імперії Роксолани, українки виступають амбасадорами краси та доброї волі в усьому світі. У дизайні корони використані елементи княжих корон часів Київської Русі та сучасних ювелірних традицій».

## Правила відбору
У 2023 році процес визначення переможниці відбувся завдяки онлайн-голосуванню. Кожен українець віддав свій голос за фавориток, обравши необхідні номінації.

### Вимоги до учасниць
- Вік 17-27 років
- Зріст від 168 см
- Громадянство України
- Не була в шлюбі раніше або в даний час
- Без дітей
- Відсутність судимостей і шкідливих звичок

## Переможниці «Міс Україна 2023»
Софія Шамія (нар. 07 жовтня 2004 р.) — переможиця конкурсу «Міс Україна 2023». Софія Шамія народилась в Київській області в мультикультурній родині. Навчається на факультеті міжнародних відносин в Україні. Вільно володіє англійською мовою. Сім років займалась танцями.Софія — художниця, малювання було її пристрастю з 7 років. Картини Софії продали на благодійному аукціоні за кордоном. Частина коштів пішла організації Frontline Medics для лікарень, а інша частина пішла на допомогу дітям з навчально-реабілітаційного центру «Мрія» у Львові. На Новий рік вона влаштувала свято для маленьких пацієнтів дитячої лікарні «Охматдит».Організувала благодійний аукціон у рамках співпраці з реабілітаційним центром «Незлані», де збирає кошти з продажу своїх картин на системи Da Vinci для хірургічного відділення дитячої лікарні Святого Микола. Для продажу були представлені чотири її роботи: Київ, Львів, Донбас та картина-сюрприз «The Bunny».
Анастасія Феєр (нар. 03 вересня 2002 р.) — переможиця конкурсу «Міс України Земля 2023». народилась у м. Ужгород, Закарпатська область. Студентка УжНУ, здобуває дві вищі освіти на факультетах: «Соціальні науки», «Іноземна філологія». Володіє англійською та німецькою мовами. Переможиця «Міс Закарпаття 2021». Анастасія представляла Україну на конкурсі «Міс Земля 2023» у В'єтнамі.
Софія Згоба (нар. 05 вересня 2005 р.) — Навчається у Лондонському університеті- діяльність: акторська майстерність. Вільно володіє англійською мовою. Займається професійним моделінгом з 13-ти років, відтоді підписала контракт з всесвітньо відомими брендами. Захоплюється психологією та нутриціологією. Займається кінним спортом, знає чотири мови та вивчає пяту.

## Переможниці
| Рік     | Ім'я                             |
| ------- | -------------------------------- |
| 1988    | Дарія Ніколаєва                  |
| 1989/90 | Юлія Шестопалова                 |
| 1991    | Ольга Овчаренко                  |
| 1992    | Оксана Сабо                      |
| 1993    | Ірина Барабаш (Барабаш-Чорномаз) |
| 1994    | Терезія Лазаренко                |
| 1995    | Влада Кердіна (Литовченко)       |
| 1996    | Наталія Швачко                   |
| 1997    | Ксенія Кузьменко                 |
| 1998    | Олена Спіріна                    |
| 1999    | Ольга Савінська                  |
| 2000    | Юлія Ліньова                     |
| 2001    | Олександра Ніколаєнко            |
| 2002    | Олена Стогній                    |
| 2003    | Ілона Яковлєва                   |
| 2004    | Леся Матвєєва                    |
| 2005    | Юлія Пінчук                      |
| 2006    | Наталія Хорошайлова              |
| 2007    | Ліка Роман                       |
| 2008    | Ірина Журавська                  |
| 2009    | Євгенія Тульчевська              |
| 2010    | Катерина Захарченко              |
| 2011    | Ярослава Куряча                  |
| 2012    | Карина Жиронкіна                 |
| 2013    | Анна Заячківська                 |
| 2014    | Андріана Хасаншин                |
| 2015    | Христина Столока                 |
| 2016    | Олександра Кучеренко             |
| 2017    | Поліна Ткач                      |
| 2018    | Вероніка Дідусенко* Леоніла Гузь |
| 2019    | Маргарита Паша                   |
| 2020    | —                                |
| 2021    | Олександра Яремчук               |
| 2022    | —                                |
| 2023    | Софія Шамія                      |

* — дискваліфікована